# Кастеллар-Гуїдобоно
Кастеллар-Гуїдобоно, Кастеллар-Ґуїдобоно (італ. Castellar Guidobono) — муніципалітет в Італії, у регіоні П'ємонт,  провінція Алессандрія.
Кастеллар-Гуїдобоно розташований на відстані близько 440 км на північний захід від Рима, 100 км на схід від Турина, 26 км на схід від Алессандрії.
Населення — 419 осіб (2014).
Щорічний фестиваль відбувається 7 серпня. Покровитель — San Gaetano di Thiene.

## Демографія
Населення за роками:

Станом на 1 січня 2023 року в муніципалітеті офіційно проживали 53 іноземці з 13 країн, серед них 30 громадян країн Євросоюзу та 2 громадяни України.

## Сусідні муніципалітети
- Казальночето
- Вігуццоло
- Вольпельїно